# Глухівська районна рада
Глухівська районна рада — колишній орган місцевого самоврядування Глухівського району Сумської області з центром у місті Глухів.
Глухівській районній ради було підпорядковано 2 об'єднані територіальні громади, 1 селищну раду і 19 сільських рад, які об'єднують 86 населених пунктів.

## Склад ради
До складу Глухівської районної ради входять 26 депутатів від 6 партій :
- Політична партія "Воля народу" — 9 депутатів
- Блок Петра Порошенка «Солідарність» — 7 депутатів
- Партія "Опозиційний блок" — 4 депутати
- Радикальна партія Олега Ляшка — 2 депутати
- Всеукраїнське об'єднання «Батьківщина» — 2 депутати
- Політична партія «Українське об'єднання патріотів — УКРОП» — 2 депутати

## Керівництво
- Голови Глухівської районної ради — Ткаченко Олексій Олександрович (2015—2021).
- Заступник голови Глухівської районної ради — Стороженко Галина Яківна.